# Mezza Lyon
La Mezza Lyon est un groupe de hooligans formé en 2006. Supporters de l'Olympique lyonnais, ils sont proches de la mouvance identitaire.

## Histoire
Le groupe est formé en 2006 de manière informelle par des supporters identitaires de l'Olympique lyonnais, le principal club de football de Lyon évoluant alors au stade de Gerland — ce qui, d'après le docteur en histoire contemporaine Sébastien Louis, « n’est pas un hasard » puisque la ville serait la « capitale » de ce bord politique, avec par exemple dès 1987 la naissance des Bad Gones, un groupe de supporters lyonnais en partie composé de boneheads.
Xavier Pierrot, le stadium manager de l’OL, affirme que l’étendard du Mezza Lyon est présent « à intervalles réguliers depuis 2006 ». Par ailleurs, le groupe n'est pas reconnu par le club.
Au début des années 2010, le groupe entretient une rivalité tendue avec les Magic Fans, un des groupes ultras de l'AS Saint-Étienne. En 2012 par exemple, six membres du groupe sont jugés pour des graffitis racistes et nazis sur un local de supporters de l'ASSE.
Le 12 septembre 2015, la Mezza est à l'initiative d'une banderole « Refugees not welcome » (en français : « Les réfugiés ne sont pas les bienvenus »), d'abord vue dans le 2e arrondissement de Lyon puis plus tard le même jour dans les tribunes de Gerland lors d'un match entre l'OL et Lille.
En avril 2016, la Mezza filme une bagarre à 15 contre 15 face aux Camside Tolosa, groupe de hooligans supporters du Toulouse FC.
En octobre 2019, l'étendard du groupe est déployé dans le mausolée de Benito Mussolini lors d'un pèlerinage sur la tombe du dictateur fasciste,.
Le 1er octobre 2023, le groupe est présent au stade Auguste-Delaune pour le match entre le Stade de Reims et l'OL, où ils sont reconnaissables par un Guignol ainsi qu'une version modifiée d'un blason de la 33e division SS Charlemagne. Le 9 mars 2024, ils sont présents au stade du Moustoir pour un match face au FC Lorient.
En décembre 2023, trois membres du groupe sont placés en garde à vue à la suite de saluts nazis et de cris de singes avant le match finalement annulé du 29 octobre 2023 contre l'Olympique de Marseille, au stade Vélodrome,.  D'après Sébastien Louis, « les supporteurs de Lyon contestent la citoyenneté française de ceux de Marseille » depuis plusieurs années. En janvier 2024, à l'issue d'un procès, deux membres du groupe sont condamnés à plusieurs mois d'emprisonnement ferme avec bracelet électronique et à une interdiction de stade de trois ans ainsi que, pour l'auteur d'un salut nazi, la révocation du sursis des huit mois de prison de sa peine précédente. Le groupe est par ailleurs menacé de dissolution.
En juin 2024, Laurent Prud’homme, directeur général de l'Olympique lyonnais, annonce des « mesures fermes », notamment des interdictions de stade de 18 mois, envers les membres de ce groupe afin de lutter contre le racisme et le hooliganisme.

## Identité
Le drapeau du Mezza Lyon est siglé d’une Totenkopf, une tête de mort notamment utilisée par des Schutzstaffel au XXe siècle. Le groupe utilise également le drapeau serbe comme symbole, un pays considéré comme exemple lorsqu'il s'agit de défendre l'identité et la nation.